# YRF間諜宇宙
YRF間諜宇宙（英語：YRF Spy Universe）是以一系列間諜動作片為中心的印度跨媒體製作及共同世界，各種虛構的印度研究分析室（RAW）特務作為主角。系列電影由雅什·拉吉影片公司製作兼發行。除了電影外，該宇宙還衍生出了改編漫畫及電子遊戲等產品。

## 發展
YRF間諜宇宙最初是從《猛虎》系列電影這單一系列展開，後來透過跨界共同的情節元素、背景、演員和角色而建立起來。首部電影《猛虎英雄傳》（2012年）及其續集《猛虎已覺醒》（2017年）以沙曼·罕飾演的虛構RAW特務「猛虎」為中心。《寶萊塢雙雄之戰》（2019年）講述RAW特務卡比爾（Kabir）的叛變之路，該角由赫利希克·羅桑詮釋。在製作《寶萊塢雙雄之戰》之前，製片人阿迪提亞·曹帕拉和導演悉達·阿南德提出了合併這些電影的想法，並透過跨界所有屬於RAW的角色來打造共同宇宙。但為了確保《寶萊塢雙雄之戰》角色的完善塑造，其成品屬獨立，沒有與前兩部《猛虎》直接聯繫。阿南德之後執導了2023年上映的《寶萊塢之絕地特工》，沙·魯克·罕飾演主角——RAW特務帕坦（Pathaan）；該片是YRF的首部跨界電影，同時讓《猛虎》系列的「猛虎」（同由沙曼·罕飾演）和《寶萊塢雙雄之戰》的盧特拉上校（阿舒托史·拉納飾演）登場，並透過角色台詞中提及了卡比爾。同年，YRF間諜宇宙的第五部電影《猛虎3》則讓猛虎、帕坦、盧特拉和卡比爾（僅片尾客串）齊聚一堂。

## 電影
| 電影                  | 上映日期       | 導演               | 編劇                                                | 故事                              | 監製            | 狀態     |
| --------------------- | -------------- | ------------------ | --------------------------------------------------- | --------------------------------- | --------------- | -------- |
| 《猛虎英雄傳》        | 2012年8月15日  | 卡比爾·罕          | 卡比爾·罕、尼萊什·米斯拉                            | 阿迪提亞·曹帕拉                   | 阿迪提亞·曹帕拉 | 已上映   |
| 《猛虎已覺醒》        | 2017年12月22日 | 阿里·阿巴斯·薩法爾 | 阿里·阿巴斯·薩法爾                                  | 阿里·阿巴斯·薩法爾、尼萊什·米斯拉 | 阿迪提亞·曹帕拉 | 已上映   |
| 《寶萊塢雙雄之戰》    | 2019年10月2日  | 悉達·阿南德        | 斯里達·倫蓋恩、悉達·阿南德、阿巴斯·泰瑞瓦拉（對白） | 阿迪提亞·曹帕拉、悉達·阿南德      | 阿迪提亞·曹帕拉 | 已上映   |
| 《寶萊塢之絕地特工》  | 2023年1月25日  | 悉達·阿南德        | 斯里達·倫蓋恩、阿巴斯·泰瑞瓦拉（對白）              | 悉達·阿南德                       | 阿迪提亞·曹帕拉 | 已上映   |
| 《猛虎3》             | 2023年11月12日 | 馬尼什·夏爾馬      | 斯里達·倫蓋恩、安庫爾·喬杜里（Anckur Chowdhary，對白）              | 阿迪提亞·曹帕拉                   | 阿迪提亞·曹帕拉 | 已上映   |
| 《寶萊塢雙雄之戰2》   | 2025年8月14日  | 艾安·穆科吉        | 斯里達·倫蓋恩、阿巴斯·泰瑞瓦拉（對白）              | 阿迪提亞·曹帕拉                   | 阿迪提亞·曹帕拉 | 後期製作 |
| 《阿爾法》（Alpha）        | 2025年         | 希夫·拉瓦伊（Shiv Rawail）    | 待公布                                              | 待公布                            | 阿迪提亞·曹帕拉 | 前期製作 |
| 《寶萊塢之絕地特工2》 | 待公布         | 待公布             | 待公布                                              | 待公布                            | 阿迪提亞·曹帕拉 | 開發中   |
| 《猛虎VS帕坦》        | 待公布         | 悉達·阿南德        | 待公布                                              | 阿迪提亞·曹帕拉                   | 阿迪提亞·曹帕拉 | 開發中   |

### 《猛虎英雄傳》（2012）
RAW特務「猛虎」被派往都柏林，化名曼尼希·錢德拉（Manish Chandra）臥底監視一名涉嫌與ISI分享核子秘密的印度科學家。直到他愛上了對方的兼職管家柔雅·胡邁米（Zoya Humaimi），並為兩人的未來做出選擇。

### 《猛虎已覺醒》（2017）
當由阿布·烏斯曼（Abu Usman）為首的伊拉克恐怖組織ISC將一群護士扣為人質時，猛虎和柔雅讓RAW與ISI攜手展開救援行動。

### 《寶萊塢雙雄之戰》（2019）
卡比爾·達利瓦爾少校曾是士兵，也是經驗豐富的RAW特務，但在抓捕恐怖份子里茲萬·伊利亞西（Rizwan Ilyasi）的任務出錯後變得失控。上司盧特拉上校派出了另一名士兵、卡比爾的學生哈立德（Khalid）去追蹤他。

### 《寶萊塢之絕地特工》（2023）
前RAW特務吉姆（Jim）成為了私人恐怖組織——「X組織」（Outfit X）的領袖，計劃在印度傳播一種由實驗室生成的致命病毒，流亡在外的RAW特務帕坦（Pathaan）被RAW指派去抓捕對方。

### 《猛虎3》（2023）
猛虎再度為RAW執行任務，以營救自己的前同事。但之後在前ISI特務阿提許·雷曼（Aatish Rehman）的計謀下，猛虎和柔雅被陷害為叛徒，導致他們為洗清自己的罪名而展開一場危險鬥爭。

### 《寶萊塢雙雄之戰2》（2025）
卡比爾幾年前叛變，如今成為印度的重大威脅，印度政府為此派遣了菁英特務維克拉姆（Vikram）。維克拉姆經驗豐富，有著複雜的個人經歷，奉命對抗變得危險而神秘的卡比爾。

### 《阿爾法》（2025）
由艾莉雅·巴特和莎瓦麗·瓦格主演的女間諜電影，預定2025年推出。

### 《寶萊塢之絕地特工2》（TBA）
《寶萊塢之絕地特工》的續集，沙·魯克·罕回歸飾演帕坦。

### 《猛虎VS帕坦》（TBA）
約在《猛虎3》上映後投入製作，沙曼·罕與沙·魯克·罕共同主演，計劃於2026年推出。之後改於2026年拍攝，2027年上映。

## 備註
1. ↑  阿迪提亞·曹帕拉是系列每一部電影的監製，也是雅什·拉吉影片公司的經營者。

## 外部連結
- 互联网电影数据库（IMDb）上《猛虎英雄傳》的资料（英文）
- 互联网电影数据库（IMDb）上《猛虎已覺醒》的资料（英文）
- 互联网电影数据库（IMDb）上《寶萊塢雙雄之戰》的资料（英文）
- 互联网电影数据库（IMDb）上《寶萊塢之絕地特工》的资料（英文）
- 互联网电影数据库（IMDb）上《猛虎3》的资料（英文）
- 互联网电影数据库（IMDb）上《寶萊塢雙雄之戰2》的资料（英文）